# Pixulé
Roosevelt Martins Gomes da Cunha, mais conhecido como Pixulé (Nova Iguaçu, 23 de agosto de 1964) e um intérprete de samba-enredo brasileiro.

## Carreira
Começou no mundo do samba há quatro décadas. Sendo componente da bateria da Leão de Nova Iguaçu. Parou para tentar carreira solo. ganhando esse apelido quando participou da ala de compositores da escola. após isso, foi apoio do Arrastão de Cascadura. ficando lá por dois anos. em seguida retorna a Leão de Nova Iguaçu, como apoio e logo sendo efetivado como cantor principal da escola. Em 2000, teve uma passagem, como intérprete oficial, na Inocentes de Belford Roxo. depois sendo novamente convidado a ser intérprete principal da Leão de Nova Iguaçu. onde com seu bom desempenho e desenvoltura chamou o interesse de várias escolas. sendo em 2005, estando como intérprete principal da Alegria da Zona Sul.
Após isso, Pixulé concorreu para ser intérprete principal, na Portela. sendo apoio da escola, por dois anos. retornando como intérprete, na Alegria da Zona Sul. em 2008, novamente como apoio, agora na São Clemente. nos anos de 2009 a 2012, atuou como apoio do carro de som da Unidos da Tijuca. no anos de 2011 e 2012, teve passagem pela Folia do Viradouro e em Uruguaiana, aonde esteve pela Acadêmicos do Negão, do grupo principal do carnaval dessa cidade.
Pixulé foi intérprete da Império da Tijuca, no período de 2009 a 2015, onde saiu após o carnaval e sendo cotado como intérprete da Imperatriz, após sua boa exibição no carnaval 2014. mas continuou na escola do Morro do Formiga, inclusive no último ano fazendo dupla com Quinho. Em 2016 defendeu o Império Serrano.
Após ter renovado com a verde e branca de Madureira, voltou atrás e se desligou da agremiação. para acertar com a Unidos de Padre Miguel.
Em 2018 além de continuar no boi vermelho de Padre Miguel, faz sua estreia no carnaval de São Paulo, como cantor oficial da Barroca Zona Sul. em 2019 além de permanecer na Barroca, cantará em outra escola de samba paulistana, dessa vez a Unidos de Guaianases.
Devido ter renovado com a Barroca Zona Sul e podendo coincidir nas datas, Pixulé deixou a UPM. mas entretanto não ficou de fora da Sapucaí, pois retorna como cantor oficial da Inocentes de Belford Roxo,onde divide o comando do carro de som juntamente com Tem-Tem Sampaio.
Em 2024 tornou-se o intérprete oficial da Paraíso do Tuiuti, onde permanece.

## Títulos e estatísticas
|                  | Campeão   | Vice      | Terceiro |
| ---------------- | --------- | --------- | -------- |
| Primeira Divisão | 2019 2020 | 2011 2017 | 2019     |
| Segunda Divisão  | 2013 2018 | 2018 2019 | 2012     |

## Premiações
- Estrela do Carnaval

1. 2010 - Melhor intérprete (Império da Tijuca) [13][14]
2. 2011 - Melhor intérprete (Império da Tijuca) [15][16]
3. 2013 - Melhor intérprete (Império da Tijuca) [17]
4. 2014 - Melhor intérprete (Império da Tijuca) [18]

- Gato de Prata

1. 2013 - Melhor intérprete (Império da Tijuca) [19][20]
2. 2023 - Melhor intérprete (Unidos de Bangu) [21]

- Plumas & Paetês Cultural

1. 2020 - Melhor samba-enredo (Império da Tijuca - "Quimeras de Um Eterno Aprendiz") [22]

- Prêmio Samba na Veia

1. 2016 - Melhor samba-enredo (Tradição - "Clementina, Cadê Você?") [23][24]

- S@mba-Net

1. 2001 - Melhor intérprete (Leão de Nova Iguaçu) [25]
2. 2010 - Melhor intérprete (Império da Tijuca) [26][27]
3. 2013 - Melhor intérprete (Império da Tijuca) [28]
4. 2016 - Melhor samba-enredo (Tradição - "Clementina, Cadê Você?") [29]

- Troféu Apoteose

1. 2014 - Melhor intérprete (Império da Tijuca) [30]

- Troféu Jorge Lafond

1. 2011 - Melhor intérprete (Império da Tijuca) [31][32]

- Troféu Nota 10

1. 2019 - Melhor intérprete (Unidos de Padre Miguel) [33]

- Troféu Sambario

1. 2009 - Melhor intérprete (Império da Tijuca) [34]

- Troféu Sambista

1. 2016 - Melhor samba-enredo (Tradição - "Clementina, Cadê Você?") [35]
2. 2018 - Melhor intérprete (Unidos de Padre Miguel) [36]

- Troféu Tupi Carnaval Total

1. 2014 - Melhor intérprete (Império da Tijuca) [37]